# Vergessene Welt: Jurassic Park (Computerspiel)
Vergessene Welt: Jurassic Park ist ein Jump ’n’ Run für die PlayStation und für den Sega Saturn, das von Dreamworks Interactive entwickelt und 1997 durch Electronic Arts veröffentlicht wurde. 1998 erschien eine in einigen Punkten überarbeitende Special Edition. Das Spiel gehört zum Jurassic-Park-Franchise.

## Handlung
Thematisch orientiert sich das Spiel an den Jurassic-Park-Filmen, wobei der Schwerpunkt lose auf der Ausgangssituation des zweiten Films basiert, indem die Dinosaurier einen freien Lebensraum in Besitz genommen haben. Eine Handlung wird im Spiel nur rudimentär vermittelt. Im Wesentlichen kämpfen die Charaktere (zwei Menschen und drei Dinosaurier) bei ihrem Weg durch die Insel, beziehungsweise von der Insel herunter, um ihr Überleben. Das Spiel umfasst insgesamt 30 Level.

## Spielprinzip

### Allgemein
Im Spiel geht es grundsätzlich darum, die Spielerfigur durch eine zumeist natürliche Umgebung vom Start ans Ende des Levels zu bringen. Der Spielablauf enthält einige Elemente von Jump-’n’-Run-Spielen und kann in dieses Genre gezählt werden.
In den Levelumgebungen kommen andere Dinosaurier bzw. Menschen vor, die der Spielfigur feindlich gesonnen sind. Diese gilt es zu bekämpfen oder ihnen auszuweichen. Dabei stehen dem Spieler Angriffs- und Bewegungsmöglichkeiten zur Verfügung, die sich jeweils kombinieren lassen. Verlorene Gesundheit können die spielbaren Dinosaurier auffrischen, indem sie die Leichname der Gegner fressen. Die menschlichen Charaktere benötigen hierfür heilende Items.
Abseits der Kämpfe ist Geschicklichkeit bei Sprungeinlagen an Felsen oder bei giftigen Pflanzen gefragt. In geringem Maße nutzt das Spiel die dreidimensionale Spielwelt, indem es (alternative) Abzweigungen gibt, die sich durch das Drücken der R1-Taste nutzen lassen. Wo sich so eine Abzweigung befindet, wird allerdings nicht angezeigt.
Die spielbaren Dinosaurier haben einen Instinkt-Wert, der in der oberen rechten Bildschirmecke als Auge dargestellt wird. Je höher der Instinkt ist, desto mehr Schaden teilt der Dinosaurier im Kampf aus und desto weniger Schaden erleidet er. Der Instinkt steigt durch das Angreifen von Gegnern, sinkt aber wieder mit der Zeit, wenn nicht gekämpft wird. Diese Spielmechanik wirkt sich daher nachteilig auf eine langsame, ungeschickte oder sehr vorsichtige Spielweise aus.
Wenn man einen Level erfolgreich geschafft hat, folgt ein Bewertungsscreen, der unter anderem die Anzahl der Versuche und die getöteten Gegner anzeigt, eine prozentuale Leistungsbewertung und ob alle DNA-Stränge gefunden wurden. Zudem wird der Spieler in eine Klasse von Spielleistung eingeordnet, etwa Futter, Beute, Überlebender oder Raubtier. Anschließend geht es zum nächsten Level bzw. zum nächsten Charakter.

### Waffen und Power-Ups
Innerhalb der Levels können diverse Items eingesammelt werden.
| Figur                        | Item                                                                         | Item                                                          |
| ---------------------------- | ---------------------------------------------------------------------------- | ------------------------------------------------------------- |
| verwendbar von allen Figuren | 1-Up: Bringt ein zusätzliches Leben                                          | DNA-Schlüssel                                                 |
| verwendbar von Dinosauriern  | Mehr Instinkt: Bringt 25 % mehr Instinkt                                     | Maximaler Instinkt: Bringt den Instinkt auf 100 %             |
| verwendbar von Menschen      | Mehr Lebenskraft: Stellt 25 % Gesundheit wieder her                          | Maximale Lebenskraft: Stellt 100 % Gesundheit wieder her      |
| verwendbar von Menschen      | Betäubungspfeile: unbegrenzte Standard-Munition                              | Schnellfeuer-Leuchtmunition: stärker als die Standardmunition |
| verwendbar von Menschen      | Granate mit Raketenantrieb: ein explosives Geschoss                          | Flammenwerfer: anhaltender Flammenstrom                       |
| verwendbar von Menschen      | Zeitverzögerte Granate: explosives Geschoss das erst nach kurzer Zeit zündet | Erste-Hilfe-Set mit Leuchtraketen: Lenkt große Dinosaurier ab |
| verwendbar von Menschen      | Nervengas: verursacht Flächenschaden                                         |                                                               |

Ein besonderes, meist verstecktes Item stellt der DNA-Strang dar, dessen stetes Einsammeln den Erhalt von Cheat-Codes ermöglicht.

### Spielbare Figuren
| Spielbare Dinosaurier        |
| ---------------------------- |
| Compsognathus                |
| Velociraptor                 |
| Tyrannosaurus Rex (T-Rex)    |
| Weitere Dinosaurier / Echsen |
| Allosaurus                   |
| Baryonyx                     |
| Brachiosaurus                |
| Carnotaurus                  |
| Deinonychus                  |
| Dimorphodon                  |
| Euoplocephalus               |
| Leptoceratops                |
| Orodromeus                   |
| Pachycephalosaurus           |
| Parasuchus                   |
| Staurikosaurus               |
| Stegosaurus                  |
| Triceratops                  |

Die spielbaren Figuren werden alle mit aufwendigen Filmsequenzen eingeleitet. Am Ende der Sequenzen werden die Figuren als Fossil dargestellt. Nachfolgend werden die einzelnen Figuren gemäß dem Spielablauf behandelt.

#### Compsognathus
In der PAL-Fassung bzw. der ersten Fassung von 1997 des Spiels ist der Compsognathus der erste spielbare Charakter und umfasst neun Level. Er beginnt in einem gebirgigen Waldgebiet, in dem er Orodromeus, giftige Pflanzen und Felsklippen überwinden muss. In den späteren Leveln sieht sich der Charakter größeren Gegnern wie dem Staurikosaurus, Dimorphodon und Deinonychus bzw. Velociraptoren in Höhlen und Grasland gegenüber.
Manche Levelabschnitte zeichnen sich durch besonderen Einfallsreichtum aus. So muss der kleine Compsognathus durch eine Herde von Brachiosauriern hindurch, ohne zerquetscht zu werden. Anschließend weckt er unabsichtlich einen schlafenden Carnotaurus, vor dem er flüchten muss. Später gibt es einen Levelabschnitt, der tauchend unter Wasser stattfindet. An Luftblasen füllt der Saurier darin seinen Sauerstoffvorrat auf und muss auf feindliche Parasuchus achten. Im letzten Level muss der Compsognathus eine schlotförmige Höhle im Kreis hochklettern, während ein Mensch regelmäßig mit einem Granatwerfer auf ihn schießt.
Neben dem Verzehr erlegter Dinosaurier kann der Compsognathus auch Libellen aus der Luft schnappen, die in einigen Leveln anzutreffen sind. Diese geben eine geringe Menge Heilung. In der Special Edition von 1998 gibt es einen zusätzlichen Unterwasser-Level namens Rocky Depths, der allerdings nur über einen Cheatcode für die komplette Levelauswahl erreichbar ist.

#### Human Hunter
Der Human Hunter (wird im Spiel nicht übersetzt) folgt direkt nach dem letzten Level des Compsognathus und umfasst sechs eigene Level. Dieser Charakter beginnt ausgestattet mit einem verschießbaren Fanghaken zum Klettern und Schwingen sowie einem Betäubungsgewehr (bei dem jeder Schuss manuell gelöst werden muss) in einer Höhle mit einem niedrigen Wasserstand. Hier stellen sich ihm Baryonyx in den Weg. Anschließend geht es in einen gebirgigen Canyon mit feindseligen Dimorphodon sowie Pachycephalosauriern. Nach dem Canyon geht es in einen großen unterirdischen Höhlenkomplex mit einigen menschlichen Strukturen, die (nur dem Level-Namen nach) später zu einem Geothermie-Zentrum führen. Eine Besonderheit in diesen Gebieten ist, dass der Spieler hier mechanische Greifhaken zum Bewegen von Felsen an Schienen aktivieren kann, um Abgründe oder Höhenunterschiede zu überwinden. Hier lauern zudem Deinonychus auf den Spieler. Im letzten Level betritt der Charakter den inGen-Komplex und muss sich den Weg zu einer Sicherheitstür bzw. einem Aufzug mit zahlreichen Velociraptoren bzw. Deinonychus freikämpfen.

#### Velociraptor
Der Weg des Velociraptors erstreckt sich über fünf Level. Zunächst muss er aus dem InGen-Komplex der Menschen entkommen. Darauf folgen natürlich wirkende Umgebungen von Wald, Prärie und Felsklippen mit feindlichen Deinonychus und Dimporphodon. Später geht es in einen abgebrannten Wald mit Glutfeldern oder abklingender Lava. Dort sind zudem auch Pachycephalosaurier anzutreffen, die sogar genutzt werden müssen um Felsen zu zertrümmern. Es stellt sich allerdings heraus, dass es immer näher an noch brennende Waldgebiete heran geht. Dort befinden sich stärkere Velociraptoren bzw. Deinonychus und Triceratops. Den Abschluss dieses Charakter-Abschnitts bildet ein Kampf gegen einen Euoplocephalus. Ist dieser besiegt, ertönt nach kurzer Zeit ein schweres Stampfen. Hierbei handelt es sich offenbar um die Einleitung des nächsten Spieler-Charakters, dem Tyrannosaurus Rex.

#### Tyrannosaurus Rex
Der Tyrannosaurus Rex (T-Rex) besitzt sieben Level und beginnt im weitgehend abgebrannten Wald, in dem sich zuvor der Velociraptor befunden hat. Er muss sich hier vor heißen Aschefeldern in Acht nehmen, die die Lebenskraft reduzieren. Zudem wird er immer wieder von Velociraptoren angegriffen, die dem vorherigen Spieler-Charakter gleich sehen. Am Ende des Waldes (Ende des zweiten Levels) muss der Tyrannosaurus einen Stegosaurus bekämpfen. Anschließend geht es in die Schwefelfelder. Hier muss sich vor heißen Wassertümpeln und Geysiren in Acht genommen werden. Zudem müssen ein paar Triceratops bekämpft werden. Danach folgen zwei Höhlenabschnitte. Im ersten gibt es Velociraptoren und einen oder zwei feindliche Allosaurier je nach gewählter Route. Im zweiten Höhlenabschnitt befinden sich viele Menschen mit Granatwerfern. Diese feuern mitunter auf die Höhlendecke, um Felsbrocken auf den Spieler stürzen zu lassen. Am Ende gibt es einen weiteren Allosaurus. Die Höhle mündet in einen Wald, indem die letzten zwei Abschnitte spielen, in denen sich Lager der Menschen befinden. Hier müssen mehrere Stromgeneratoren zerstört werden, damit der Tyrannosaurus die Zäune durchbrechen kann. Weiterhin gibt es in den Bäumen aufgehängte Plattformen, aus denen ebenfalls Menschen schießen. Der Tyrannosaurus kann diese von unten durchschütteln, so dass die Menschen herausfallen. Der Tyrannosaurus ist durchgespielt, sobald er das letzte Tor durchschreitet.
In der Special Edition des Spiels gibt es einen zusätzlichen Levelabschnitt mit diesem Charakter, der sogar der erste Levelabschnitt des Spiels ist – noch vor dem Compsognathus.

#### Human Prey (Sarah Harding)
Sarah Harding (eine Rolle aus Vergessene Welt: Jurassic Park) ist der letzte spielbare Charakter und umfasst drei Level. Sie beginnt im Wald im Lager der Menschen, welches der Tyrannosaurus Rex als vorheriger Spieler-Charakter angegriffen hat. Offenbar muss sie vor genau diesem flüchten. Zunächst gilt es, im Lager der Menschen Laserbarrieren und scharfkantige Holzbarrikaden zu überwinden, wobei der Fanghaken von Bedeutung ist. Der Tyrannosaurus muss währenddessen mittels Leuchtmunition abgelenkt werden. Danach müssen im Wald zusätzlich zum Tyrannosaurus auch Velociraptoren bzw. Deinonychus abgewehrt werden. In diesem Waldabschnitt (Friedhof genannt) gibt es Dinosaurierskelette, die ebenfalls auch als Barrieren existieren, die sowohl gesprengt als auch vom Tyrannosaurus mittels Leuchtmunition zerstört werden können. Zudem gibt es Bereiche mit hohem, sumpfigem Gras, das den Spieler-Charakter etwas verlangsamt. Der letzte Level des Spiels spielt anschließend auf einem Frachtschiff, das deutlich hin und her schwankt. Dort muss der Tyrannosaurus schließlich besiegt werden. Dafür gibt es dort zerstörbare Kisten mit Munition, sowie drei Plattformen an Stahlpfeilern mit regelmäßig spawnender Leuchtmunition, einem Heil-Item und Granatwerfer-Munition. Jedoch stellt sich nach kurzer Zeit heraus, dass es zwei Tyrannosaurier sind, die beide besiegt werden müssen. Dabei können beide gleichzeitig noch am Leben sein.
Wenn man das letzte Level geschafft hat, wird eine 3D-animierte Endsequenz abgespielt, in der Sarah erst von einem Geländewagen vom Hafen abgeholt wird und anschließend werden die Charaktere aus der Ferne von einem Helikopter evakuiert. Dem Geschehen schauen drei Velociraptoren im Vordergrund hinterher – anschließend folgt der Abspann.

## Entwicklung
Die Entwicklung des Spiels wurde im Herbst 1996 angekündigt. Im März 1997 gab Electronic Arts bekannt, die Publishingrechte erworben zu haben.

### Unterschiede zwischen PlayStation und Sega Saturn
Generell unterscheiden sich die Versionen des Spiels zwischen PlayStation und Sega Saturn kaum, jedoch gibt es im Detail ein paar Unterschiede.
- Während die PlayStation bei Blobschatten, Wasser, Rauch und Gas volle Transparenz nutzen kann, verwendet die Sega Saturn hier ein Gitternetz, um Transparenz zu simulieren.
- In den Spieloptionen gibt es bei der Sega Saturn zusätzlich eine Levelauswahl, zusätzlich wird dort ein 3D-animierter Dinosaurier dargestellt, etwa der Compsognathus.
- Im Ladebildschirm eines Levels wird bei der Sega Saturn, im Gegensatz zur PlayStation, der Name des aktuellen Spielcharakters sowie der Name des zu ladenden Levels angezeigt.
- Das HUD-Element (ein stilisiertes Auge) des Instinktwerts des aktuellen Dinosaurier-Spiel-Charakters unterscheidet sich zwischen beiden Konsolen deutlich.
- Der Spielcharakter Compsognathus wird auf der PlayStation sehr filigran dargestellt, während die Sega Saturn ihn deutlich fleischiger bzw. massiger darstellt.
- Wenn ein Level geschafft wurde, steht im Ergebnis-Screen der Sega Saturn direkt, wie viele DNA-Stränge es insgesamt für diesen Charakter gibt. Auf der PlayStation steht stattdessen da, wie viele man bis dahin sammeln konnte.
- Auf der PlayStation kann die Munition einer menschlichen Waffe maximal 99 betragen, die Sega Saturn geht hier über 100 hinaus.
- Nach dem kompletten Durchspielen und dem Abspann des Spiels findet sich im Hauptmenü des Spiels der neue Galerie-Eintrag auf der Sega Saturn.
- Im Gegensatz zum nüchternen Abspann auf der Sega Saturn laufen auf der PlayStation im Hintergrund Spielszenen ab. Zudem werden kurze Videoaufnahmen von Entwicklern transparent eingeblendet. Texte bzw. Namen fliegen auch animiert in den Bildschirm.

### Soundtrack
Für das Spiel wurde ein orchestraler Soundtrack unter anderem von Michael Giacchino komponiert. Darin besitzt jede Spielfigur ihr eigenes musikalisches Thema.
| Nr.          | Titel               | Länge |
| ------------ | ------------------- | ----- |
| 1.           | Into the Trees      | 2:11  |
| 2.           | The Forest Explodes | 2:05  |
| 3.           | Base Camp Rampage   | 2:20  |
| 4.           | The Canyon Brigade  | 2:16  |
| 5.           | Beneath the Surface | 2:07  |
| 6.           | The Sulfur Fields   | 2:12  |
| 7.           | Laboratory Hunt     | 2:06  |
| 8.           | Climbing the Tower  | 2:12  |
| 9.           | Aisle of Giants     | 1:58  |
| 10.          | Dinosaur Graveyard  | 2:20  |
| 11.          | Welcome Mr. T-Rex   | 2:20  |
| 12.          | Break for Freedom   | 2:11  |
| 13.          | Volcanic Fault      | 2:13  |
| 14.          | The Plains          | 2:02  |
| 15.          | San Diego           | 2:08  |
| 16.          | The King’s Lair     | 2:08  |
| 17.          | Raptor Wasteland    | 2:16  |
| 18.          | Enter Carefully     | 2:18  |
| 19.          | Primordial Forest   | 16:52 |
| Gesamtlänge: | Gesamtlänge:        | 56:15 |

### Special Edition
Im Jahr 1998 erschien eine überarbeitete Fassung des Spiels für den US-amerikanischen und kanadischen Markt. Diese enthielt einen zusätzlichen Level für den Tyrannosaurus Rex zu Beginn des Spiels. Weiterhin wurde das Spiel aufgrund von Kritik etwas vereinfacht. Einige Spielfiguren wurden insgesamt stärker und ausdauernder gemacht und es gab zusätzliche Speicherpunkte in den Leveln. Wenn der Spieler alle Leben verliert, hat er nun die Möglichkeit, beim letzten Level neu zu starten, statt das Spiel bzw. den Charakter komplett von vorn spielen zu müssen.
Für den Compsognathus gibt es einen zusätzlichen Level namens Rocky Depths, der jedoch nur über einen Cheatcode für die komplette Levelauswahl erreichbar ist. Bewältigt man diesen Level erfolgreich, wird im Ergebnis-Bildschirm zudem der Levelname Tidal Cavern angegeben, welcher den letzten Level des Compsognathus bezeichnet, der danach folgt.

## Rezeption
Generell wird das Spiel für einen zu hohen Schwierigkeitsgrad in Zusammenhang mit fehlenden Speicherpunkten und schwammiger Steuerung kritisiert. Die Grafik indes wird gelobt.

„Vergessene Welt ist ein anspruchsvolles, teilweise gelungenes Actionspiel, das den hohen Erwartungen aber nicht ganz gerecht wird.“

„Schon die Preview-Version der Echsen-Simulation sorgte bei mir für glänzende Augen, im fertigen Game wurden jetzt auch die letzten Schönheitsfehler beseitigt. […] Einziger Kritikpunkt ist der hohe Schwierigkeitsgrad, der manch einen zum Biß ins Pad verleiten könnte. Insgesamt gesehen ist die Jump & Eat Orgie aber voll zu empfehlen.“